# La calzolaia prodigiosa
La calzolaia prodigiosa (La zapatera prodigiosa) è un'opera teatrale di Federico García Lorca, cominciata nel 1926 e terminata nel 1930. Fu rappresentata per la prima volta al Teatro Español di Madrid il 24 dicembre 1930, diretta da Cipriano Rivas Cherif. Il personaggio della calzolaia fu ispirato dalla figura di Agustina González López, scrittrice ed attivista femminista attiva a Granada.
Si sviluppa come una farsa drammatica in due atti (dall'autore definita "farsa violenta"), dalla narrazione formalmente basata sulla classica commedia degli equivoci; in realtà ispirata dalla condizione femminile ai suoi tempi che ampliandosi nello sviluppo diviene allegoria dell'animo umano.

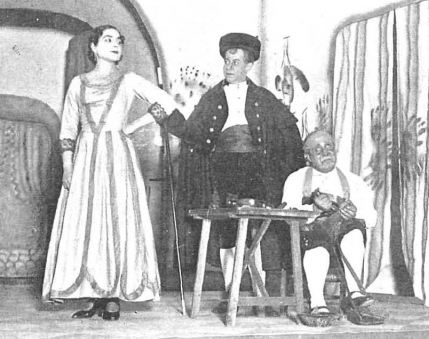
foto della prima rappresentazione teatrale

## Trama
Le angosce e le lotte di una donna costretta ad un matrimonio di convenienza. Narrando del conflitto interiore fra gli intimi desideri e la realtà che la circonda, l'autore descrive come l'uomo (inteso come umanità) è diviso fra ciò che il destino gli para davanti e i suoi pensieri più reconditi . Partendo da questo archetipo teatrale, il lavoro diventa spunto per una feroce analisi della condizione femminile e dell'intima insoddisfazione e cattiveria umana, almeno fino alla riconciliazione finale

## Personaggi principali
La calzolaia: Giovane e bella, di circa 18 anni, costretta a sposare un vecchio calzolaio benestante. Combattiva e testarda costringe alla fine il marito a lasciarla, accorgendosi, poi e però, che in realtà era affezionata al marito, forse fino al punto anche di amarlo.
Il calzolaio: cinquantenne benestante pacifico e che tratta bene la giovane moglie. Debole di carattere, è convinto a lasciarla dalle maldicenze della gente e dalla ostilità della moglie, pur volendole bene. Un giorno lui ritorna travestito da burattinaio ed allestisce uno spettacolo che ricalca la sua storia, commuovendo e innamorando al tal punto la calzolaia, da tornare finalmente insieme.
Il sindaco: personaggio beffardo e disilluso, divorziato 4 volte, che lusinga e circuisce la buona fede e la semplicità del calzolaio e cerca di sedurre le calzolaia.
Il bambino: dolce e sincero, è puerilmente innamorato della calzolaia, ed è l'unico del paese a trattarla educatamente. Lei lo ricambia come se fosse suo figlio . Scopre anche che il burattinaio è in realtà il calzolaio travestito, permettendo così la riconciliazione .
I vicini: sparlano e maltrattano la calzolaia, parlandone sempre in modo offensivo anche al marito, costringendolo, data la sua debolezza, a lasciarla.